# Lauma Dorsa
Lauma Dorsa zijn lage heuvelruggen op de planeet Venus. De Lauma Dorsa werden in 1985 genoemd naar Laūma, een heks uit de Letse folklore.
De richels hebben een lengte van 1517 kilometer en bevinden zich in het quadrangle Pandrosos Dorsa (V-5).